# Brianna Ste-Marie
Brianna Ste-Marie (Montreal, 30 de agosto de 1996) é uma atleta canadense de grappling e faixa-preta de jiu-jitsu brasileiro (BJJ). Campeã mundial da IBJJF no Mundial Sem Quimono, campeã Pan-Americana (com e sem quimono), campeã europeia e campeã nacional americana de jiu-jitsu nas faixas coloridas, além de campeã de Combat Jiu-Jitsu e Medusa, Ste-Marie é campeã mundial de 2022 no Mundial Sem Quimono, medalhista no Campeonato Mundial de Jiu-Jitsu de 2023 e vice-campeã na categoria até 60kg do Campeonato Mundial de Submission do ADCC de 2022.

## Biografia
Brianna Ste-Marie nasceu em 30 de agosto de 1996, em Montreal, Quebec, Canadá. Durante a infância e adolescência, destacou-se como jogadora de rugby. Iniciou o treinamento em jiu-jitsu brasileiro (BJJ) ao ingressar na universidade e, aos 19 anos, decidiu abandonar o rugby para se dedicar ao BJJ.
Em dezembro de 2020, após ser promovida a faixa-marrom, Ste-Marie conquistou o título de campeã peso-mosca de Combat Jiu-Jitsu ao derrotar Liz Tracy na final. Em outubro de 2021, competindo no Medusa 1, um evento exclusivamente feminino de jiu-jitsu, Ste-Marie tornou-se campeã de Combat Jiu-Jitsu na categoria peso-galo ao finalizar Nikki Sullivan.
Em 2021, Ste-Marie venceu o Mundial Sem Quimono da IBJJF e o Nacional Americano, ambos na faixa-marrom.

## Carreira como faixa-preta

### 2021–2022
Em 4 de dezembro de 2021, após vencer a Seletiva da Costa Leste do ADCC, derrotando as campeãs mundiais sem quimono Raquel Canuto e Nathalie Ribeiro, além de Jasmine Rocha, Ste-Marie foi promovida a faixa-preta de jiu-jitsu brasileiro pelo treinador-chefe da Brazilian Top Team Canadá, Fabio Holanda. No final de 2021, Ste-Marie foi premiada como "Lutadora Revelação Feminina do Ano" pela revista de BJJ e grappling Jits Magazine nos Prêmios BJJ de 2021.
Em abril de 2022, Ste-Marie venceu a 2ª Seletiva Norte-Americana do ADCC, qualificando-se para o Campeonato Mundial do ADCC. Ela tornou-se a primeira mulher na história do ADCC a vencer as seletivas da Costa Leste e da Costa Oeste no mesmo ciclo, derrotando 10 oponentes nas duas competições. Durante o Campeonato Mundial de ADCC de 2022, Ste-Marie conquistou a medalha de prata ao derrotar a finlandesa Elvira Karppinen na primeira rodada e Bianca Basílio por pontos (4-0) na semifinal, antes de perder para a atual campeã mundial de BJJ Ffion Davies na final. Em 2021, Ste-Marie recebeu novamente o prêmio de "Lutadora Revelação Feminina do Ano" da Jitsmagazine.

### 2023
Ste-Marie foi convidada para competir no Grand Prix feminino até 66 kg no Polaris 23, em 11 de março de 2023. Ela venceu sua luta na rodada inicial contra Maggie Grindatti, mas perdeu na segunda rodada para Amy Campo. Em seguida, competiu no IBJJF Miami Open, nos dias 29 e 30 de abril de 2023, onde conquistou duas medalhas de ouro nas divisões peso-médio e absoluto. Em junho de 2023, ela conquistou a medalha de bronze na divisão peso-leve do Campeonato Mundial de Jiu-Jitsu de 2023.
Ste-Marie enfrentou Elisabeth Clay pelo título vago peso-pena do Who's Number One no evento WNO: Night of Champions, em 1º de outubro de 2023. Ela perdeu a luta por decisão unânime.
Ste-Marie foi convidada para competir na divisão peso-leve feminino do The Crown, em 19 de novembro de 2023, ao lado de Luiza Monteiro, Janaina Lebre e Nathalie Ribeiro. Ela perdeu para Monteiro na rodada inicial e optou por não competir na disputa pela medalha de bronze.

### 2024
Ste-Marie desafiou Ffion Davies pelo título até 55 kg no Polaris 27, em 23 de março de 2024. Ela perdeu a luta por finalização.
Ste-Marie conquistou a medalha de prata na divisão peso-leve do Campeonato Brasileiro da IBJJF 2024, em 28 de abril de 2024.
Ste-Marie conquistou a medalha de prata na divisão peso-leve do Campeonato Mundial de Jiu-Jitsu 2024, em 1º de junho de 2024.
Ste-Marie foi convidada para competir na divisão até 65 kg do Campeonato Mundial de ADCC 2024. Ela derrotou Morgan Black por decisão na rodada inicial, perdeu por pontos para Helena Crevar na semifinal e perdeu por decisão para Bia Mesquita na disputa pela medalha de bronze, terminando em quarto lugar. Também competiu na divisão absoluto feminina, sendo finalizada por Adele Fornarino na rodada inicial. Em seguida, conquistou a medalha de ouro na divisão peso-médio do Campeonato Europeu Sem Quimono da IBJJF, em 20 de outubro de 2024.
Ste-Marie competiu na divisão peso-leve na segunda edição do The Crown, em 17 de novembro de 2024. Ela derrotou Jaine Fragoso, Gabrielle McComb e Janaina Lebre para conquistar o título.
Ste-Marie conquistou a medalha de ouro na divisão peso-leve e a medalha de prata na divisão absoluto no Campeonato Mundial Sem Quimono da IBJJF 2024.

### 2025
Ste-Marie enfrentou Elisabeth Clay no UFC Fight Pass Invitational 10, em 6 de março de 2025. Ela venceu a luta por finalização.

## Resumo competitivo
Principais conquistas:
- Campeã Mundial Sem Quimono da IBJJF  (2022[34])
- 2º lugar no Campeonato Mundial de ADCC (2022)
- Vencedora da Seletiva da Costa Leste do ADCC (2021)
- Vencedora da Seletiva da Costa Oeste do ADCC (2022)
- Campeã peso-mosca de Combat Jiu-Jitsu (2020)
- 3º lugar no Campeonato Mundial de Jiu-Jitsu da IBJJF (2023)

Nas faixas coloridas:
- Campeã Mundial Sem Quimono da IBJJF (Campeonato Mundial de Jiu-Jitsu Sem Quimono) (2019 faixa-roxa, 2021 faixa-marrom)
- Campeã Pan-Americana da IBJJF (Campeonato Pan-Americano de Jiu-Jitsu) (2018 faixa-azul, 2020 faixa-roxa)
- Campeã Pan-Americana Sem Quimono da IBJJF (Campeonato Pan-Americano de Jiu-Jitsu Sem Quimono) (2018 faixa-azul, 2019[b] faixa-roxa)
- Campeã do Europeu Aberto da IBJJF (2020 faixa-roxa)
- Campeã Nacional Americana da IBJJF (2021 faixa-marrom)
- Campeã Nacional Americana Sem Quimono da IBJJF (2021 faixa-marrom)
- 2º lugar no Nacional Americano da IBJJF (2021[c] faixa-marrom)
- 2º lugar no Campeonato Mundial Sem Quimono da IBJJF (2018 faixa-azul)
- 2º lugar no Campeonato Pan-Americano Sem Quimono da IBJJF (2017 faixa-azul)
- 3º lugar no Campeonato Mundial da IBJJF (2018[b] faixa-azul, 2019 faixa-roxa)
- 3º lugar no Campeonato Mundial Sem Quimono da IBJJF (2019[c] faixa-roxa, 2021[c] faixa-marrom)
- 3º lugar no Campeonato Pan-Americano da IBJJF (2020[c] faixa-marrom)
- 3º lugar no Europeu Aberto da IBJJF (2020[c] faixa-roxa)

## Linhagem de instrutores
- Linhagem 1: Carlos Gracie > Hélio Gracie > Carlson Gracie > Murilo Bustamante > Fábio Holanda > Brianna Ste-Marie[1]
- Linhagem 2: Carlos Gracie > Hélio Gracie > Carlson Gracie > > Sérgio Bolão > Ricardo Marques > Leonardo Saggioro > Brianna Ste-Marie[1]